# Штурм сімферопольського фотограмметричного центру
Штурм сімферопольського фотограмметричного центру, відомий також як штурм картографічної частини — військова операція по встановленню контролю над картографічним центром у Сімферополі, проведена 18 березня 2014 року підрозділами Збройних сил РФ без знаків розрізнення.

## Передумови
В кінці лютого 2014 року Російська Федерація почала військову інтервенцію до Криму, встановлюючи контроль над ключовими точками півострова силами регулярних Збройних сил РФ без розпізнавальних знаків, а також нерегулярними парамілітарними загонами, сформованими з російських казаків та інших найманців. Однією з таких точок був 13-й фотограмметричний центр Військово-топографічної служби України Управління оперативного забезпечення ЗСУ у Сімферополі (в/ч А-3674).
13 березня українським військовим з центру був висунутий ультиматум здатися і перейти на сторону кримської влади, в іншому випадку росіяни погрожували штурмом. Українські вояки ультиматум відкинули, продовжуючи нести службу під державним українським прапором.
Станом на 18 березня, центр вже кілька днів був блокований російськими силами.

## Подія
Кримська міліція оточила район проведення операції навколо української військової частини, на місці працювали представники ФСБ у цивільному. Російські снайпери зайняли позиції у вікнах будинків навколо центру. На даху будинку поряд з фотограмметричним центром знаходилися невідомі автоматники у масках. За словами полковника ФСБ Ігоря Гіркіна, він особисто керував штурмом.
В результаті штурму український військовослужбовець, що був на чатах — прапорщик Сергій Кокурін, був убитий, у нього влучило дві кулі калібру 5,45 мм. Ще один військовослужбовець, капітан Валентин Федун, був важко поранений. Російські війська встановили контроль над центром. Українські військовослужбовці вогонь не відкривали.

### Російська версія
Російські ЗМІ поширили версію, що стрільба велася з однієї точки, з недобудованого будинку поряд з центром, у напрямі як російських, так і українських військових. 19 березня російськими ЗМІ поширилося повідомлення, що невідомим снайпером виявився 17-ти річний житель Львівської області, причетний до Правого сектору, який був затриманий правоохоронними органами. Підтвердив затримання і Сергій Аксьонов. 20 березня інформацію про затримання було спростовано Прокураторю Криму. Проте натяки щодо «сліду київських снайперів» офіційні особи РФ продовжували озвучувати, — зокрема, Наталія Поклонська.

## Втрати
Українська сторона втратила загиблим прапорщика Сергія Кокуріна, корінного сімферопольця — він дістав два поранення від куль калібру 5,45 мм, що використовуються АК-74. Важко поранено було капітана Валентина Федуна, що отримав два поранення — у голову і у ключицю. Ще один військовослужбовець отримав важкі травми голови і ніг від ударів арматурою.
За невідомих обставинах загинув від вогнепального поранення один бойовик з парамілітарного угрупування, що працювало разом з російськими силами — громадянин РФ, житель Волгограда Руслан Казаков, ветеран Першої і Другої чеченських воєн, член волгоградського козацтва, кавалер кількох орденів і медалей, що «відправився в Україну своїм ходом». За словами його брата, Дениса Казакова, що теж брав участь у штурмі, після початку стрільби Руслан кинувся допомагати пораненому 18-ти річному члену «кримської самооборони», і був убитий на місці.